# Одоевский-Маслов, Николай Николаевич
Князь Николай Николаевич Одоевский-Маслов (1849—1919) — русский генерал от кавалерии, генерал-адъютант, войсковой наказной атаман Войска Донского, начальник Московского дворцового управления, почётный опекун и председатель Московского присутствия Опекунского совета учреждений Императрицы Марии.

## Биография
Из дворянского рода Масловых; родился в семье помещика села Нижней Оржевки Кирсановского уезда Тамбовской губернии ротмистра Николая Дмитриевича Маслова и Софьи Ивановны, урождённой княжны Одоевской. Высочайшим указом 30.06.1878 дозволено присоединить к своей фамилии и гербу фамилию, герб и титул угасшего рода князей Одоевских и именоваться князем Одоевским-Масловым. Герб князя Одоевского-Маслова внесён в Часть 13 Общего гербовника дворянских родов Всероссийской империи, стр. 7.
Образование получил в Пажеском корпусе. В службе с 21.05.1865, офицером с 1867, выпущен корнетом в лейб-гвардии Конный полк. Поручик (1871), штабс-ротмистр (1873), ротмистр (1877).
Полковник (1882), командир запасного эскадрона. Командир 26-го драгунского Бугского полка (1892—1896). Генерал-майор (1896; отличие) и командир л.-гв. Конного полка (1896—1901). Командир 2-й бригады 2-й гвардейской кавалерийской дивизии (1901—1903). Командующий 10-й кавалерийской дивизией (1903—1904), затем начальник 1-й гвардейской кавалерийской дивизии (1904—1905), генерал-лейтенант (1904; отличие). Войсковой наказной атаман Войска Донского (1905—1907).
С 19 апреля 1907 года и по 1917 год заведующий придворной частью в Москве и начальник Московского дворцового управления, одновременно с 10 августа 1909 года почетный опекун, затем (с 1914 года) председатель Московского присутствия Опекунского совета учреждений Императрицы Марии. Генерал-адъютант (1913), генерал от кавалерии (1914; за отличие). На 1917 год попечитель Николаевского сиротского женского профессионального училища в Москве и член комитета по устройству в Москве музея 1812 года. 

После 1917 года проживал и скончался в Москве.

## Награды
Российской империи:
- Орден Святой Анны 3-й степени (1879)[1]
- Орден Святого Станислава 2-й степени (1883)[1]
- Орден Святой Анны 2-й степени (1886)[1]
- Орден Святого Владимира 4-й степени  (1889)[1]
- Орден Святого Владимира 3-й степени  (1895)[1]
- Орден Святого Станислава 1-й степени (1901)[1]
- Орден Святой Анны 1-й степени (1906)[1]
- Орден Святого Владимира 2-й степени  (1910)[1]
- Орден Белого орла (22 марта 1915)[1]

Иностранных государств:
- Орден Христа 2-й степени (1881, королевство Португалия)[1]
- Орден Изабеллы Католической командорский крест (1881, королевство Испания)[1]
- Орден Железной короны 2-й степени (1891, Австро-Венгрия)[1]
- Орден Почётного легиона командорский крест (1897, Третья Французская республика)[1]
- Орден Короны 2-й степени со звездой (1898, королевство Пруссия)[1]
- Орден Звезды Румынии большой крест (1899, королевство Румыния)[1]
- Орден Грифа большой крест (1902, великое герцогство Мекленбург-Шверин)[1]
- Орден Святых Маврикия и Лазаря большой офицерский крест (1903, королевство Италия)[1]
- Орден Полярной звезды 1-й степени (1908, королевство Швеция)[1]
- Орден Филиппа Великодушного большой крест (1908, великое герцогство Гессен)[1]
- Орден Белого орла 1-й степени (1911, королевство Сербия)[1]
- Орден Священного сокровища 1-й степени (1913, Японская империя)[1]
- Орден Оранского дома 1-й степени (1916, королевство Нидерланды)[1]

## Галерея

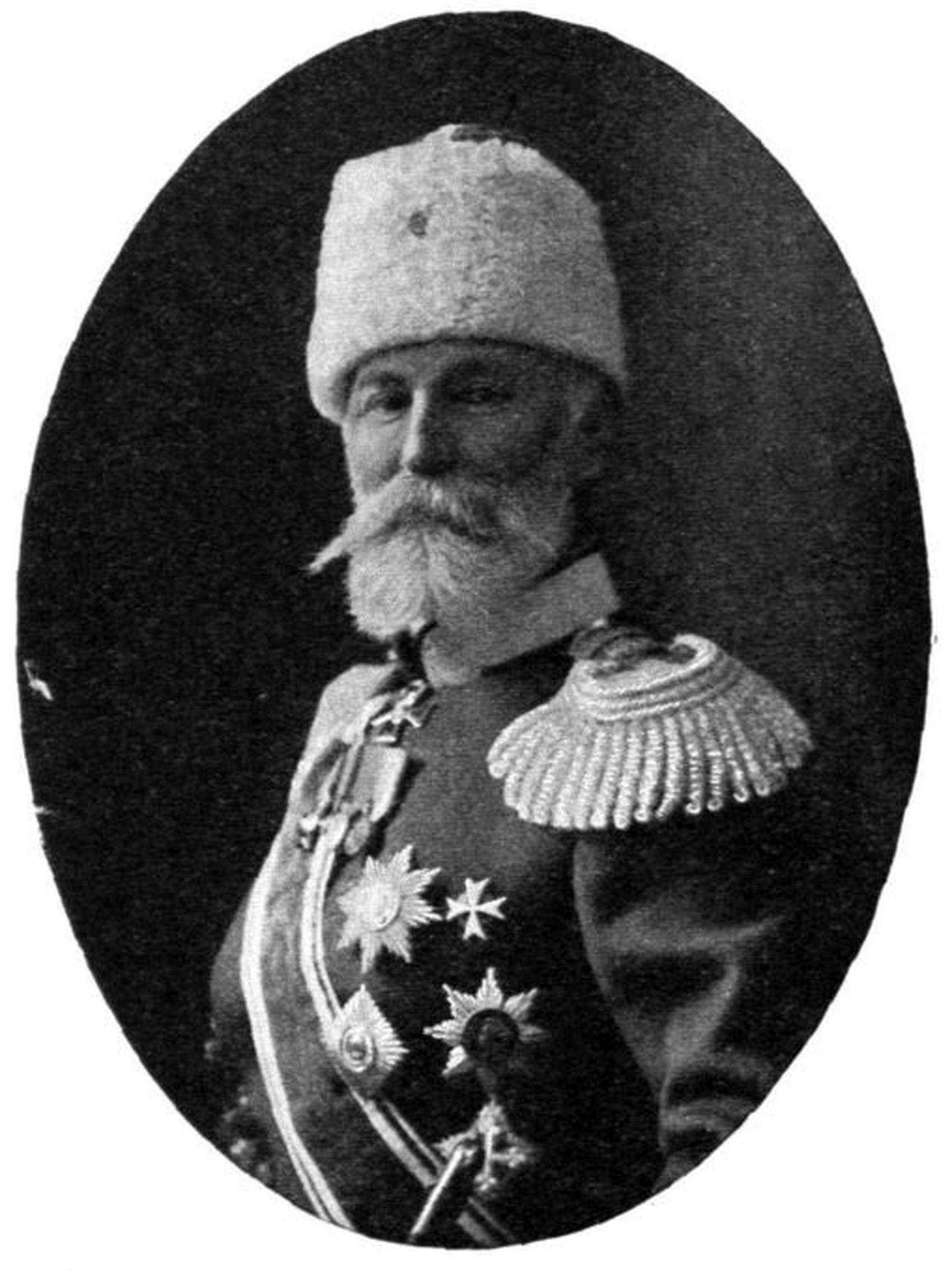
Фото 1901-1906 гг.
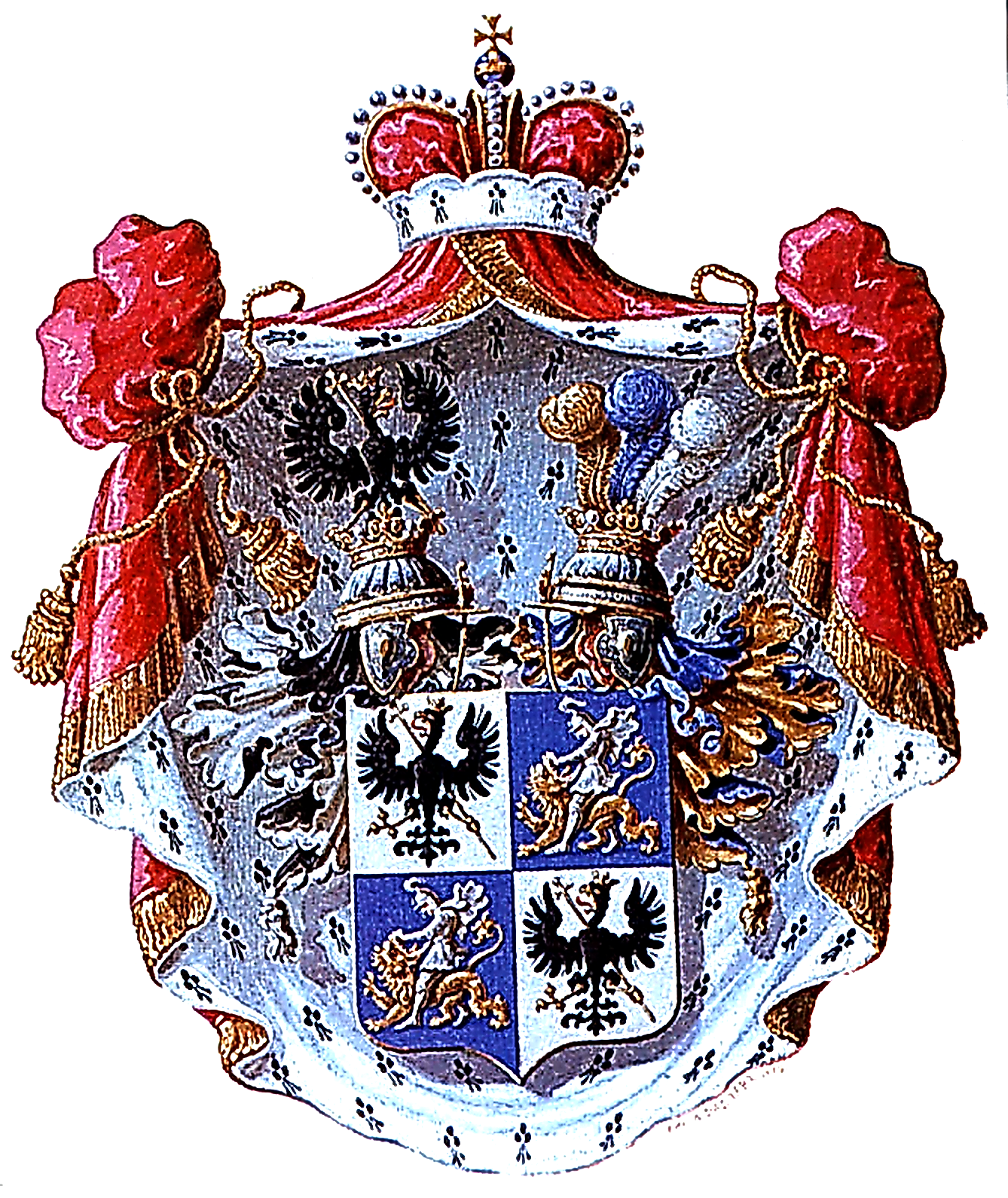
герб Н.Н.Одоевского-Маслова
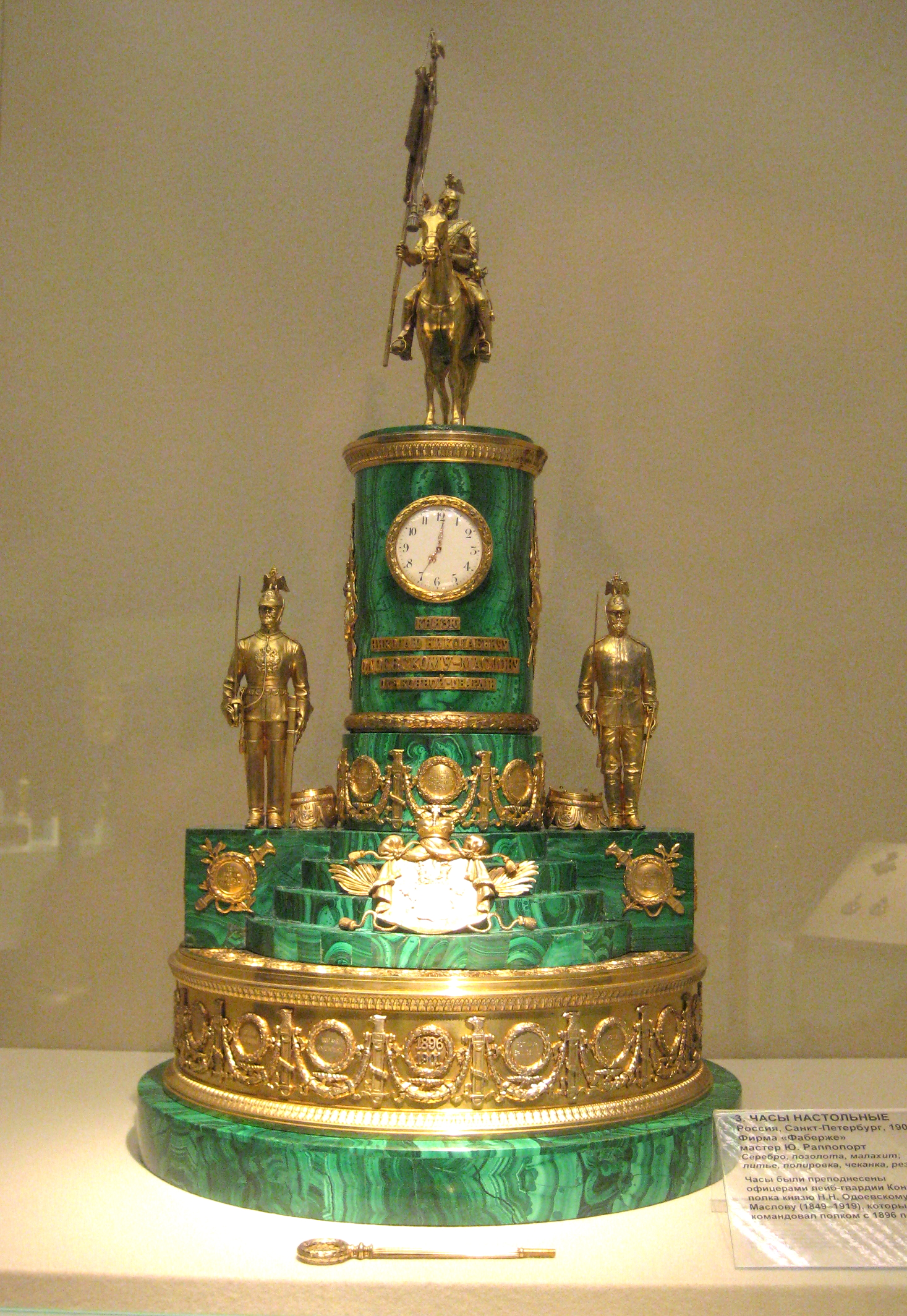
Часы настольные. Фирма «Фаберже», 1901 мастер Ю. Раппопорт. Серебро, малахит. Преподнесены офицерами лейб-гвардии Конного полка князю Н.Н.Одоевскому-Маслову